# Enrique Mateos
Enrique Mateos (Madrid, Comunidad de Madrid, España, 15 de julio de 1934 - Sevilla, Andalucía, España, 6 de julio de 2001) fue un futbolista y entrenador español. Jugaba de delantero.

## Selección nacional
Fue internacional con la selección de fútbol de España en 8 ocasiones y marcó 3 goles.

## Clubes

### Como futbolista
| Club                      | País           | Año         |
| ------------------------- | -------------- | ----------- |
| Boetticher y Navarro      | España         |             |
| Plus Ultra                | España         | 1952 - 1953 |
| Real Madrid               | España         | 1953 - 1961 |
| Sevilla F. C.             | España         | 1961 - 1964 |
| Real Betis                | España         | 1964 - 1966 |
| Gimnástica de Torrelavega | España         | 1966 - 1967 |
| Cleveland Stokers         | Estados Unidos | 1968 - 1969 |
| East London Celtic        | Sudáfrica      | 1969 - 1970 |
| Toluca Santander          | España         | 1970 - 1971 |

### Como entrenador
| Club                   | País   | Año         |
| ---------------------- | ------ | ----------- |
| C .D Fuencarral        | España |             |
| C. D. Pegaso           | España | 1975 - 1976 |
| Cádiz C. F.            | España | 1953 - 1961 |
| Deportivo de La Coruña | España | 1978        |
| C. D. Fuengirola       | España | 1982 - 1983 |
| Orihuela C. F.         | España | 1984 - 1985 |
| Linares C. F.          | España | 1985        |
| C. D. Ronda            | España | 1987        |
| C. D. Fuengirola       | España | 1988        |
| U. D. Berja            | España | 1989        |
| Orihuela C. F.         | España | 1992        |

## Palmarés

### Campeonatos nacionales
| Título             | Club              | Año  |
| ------------------ | ----------------- | ---- |
| Campeonato de Liga | Real Madrid C. F. | 1954 |
| Campeonato de Liga | Real Madrid C. F. | 1955 |
| Campeonato de Liga | Real Madrid C. F. | 1957 |
| Campeonato de Liga | Real Madrid C. F. | 1958 |
| Campeonato de Liga | Real Madrid C. F. | 1961 |

### Campeonatos internacionales
| Título                | Club              | Año  |
| --------------------- | ----------------- | ---- |
| Copa Latina           | Real Madrid C. F. | 1955 |
| Copa de Europa        | Real Madrid C. F. | 1956 |
| Copa de Europa        | Real Madrid C. F. | 1957 |
| Copa Latina           | Real Madrid C. F. | 1957 |
| Copa de Europa        | Real Madrid C. F. | 1958 |
| Copa de Europa        | Real Madrid C. F. | 1959 |
| Copa de Europa        | Real Madrid C. F. | 1960 |
| Copa Intercontinental | Real Madrid C. F. | 1960 |